# Дьяволицы (фильм, 1996)
«Дьяволицы» (англ. Diabolique) — фильм режиссёра Джеримайи Чечика, снятый в 1996 году, американский ремейк одноимённого французского классического триллера 1954 года.

## Сюжет
Частная школа святого Ансельма в Аппалачах. Хозяйка Миа — безвольная и болезненная женщина, полностью находящаяся под влиянием своего жестокого мужа Гая, который практически в открытую живёт со старшим преподавателем Николь Хорнер. Обеих женщин ситуация не устраивает, тогда они решают убрать тирана. Гая опьяняют и топят в ванне в доме Николь, а затем тело привозят в школу и выбрасывают в грязный школьный бассейн.
Однако время проходит, а тело не всплывает. Миа распоряжается прочистить бассейн, но при этом там ничего не находят. Женщина близка к нервному срыву. Она начинает находить вещи Гая, кто-то присылает ей фото бывшего мужа, подкидывает заметку о нахождении утопленника. Однако выясняется, что это не тот человек. Случайно Миа знакомится с частным детективом Ширли Фогель, которая с энтузиазмом берётся за поиски Гая. Тем временем странные случаи продолжаются…
Однажды вечером находящаяся в крайней степени экзальтации Миа видит встающего из ванны бывшего мужа. Он считает, что от шока его жена умерла, однако на самом деле этого не происходит. Гай пытается поймать бывшую жену и утопить её в бассейне. Однако Николь приходит на выручку Мие. Теперь уже женщины пытаются утопить Гая в бассейне, что им в конце концов удаётся. В этот момент появляется Ширли, которая подсказывает, как лучше имитировать самооборону.

## В ролях
1. Шэрон Стоун — Николь Хорнер
2. Изабель Аджани — Миа Баран
3. Чезз Палминтери — Гай Баран
4. Кэти Бэйтс — детектив Ширли Фогель
5. Сполдинг Грей — Саймон Витч
6. Ширли Найт — Эди Данцигер
7. Аллен Гарфилд — Лео Кацман
8. Адам Хэнн-Берд — Эри

## Отличия от оригинальной версии
- Действие перенесено в США.
- В фильме акцентируется связь между Николь и Миа.
- Радикально изменён финал фильма.